# 1968-as finn labdarúgó-bajnokság (első osztály)
Az 1968-as finn labdarúgó-bajnokság (Mestaruussarja) a finn labdarúgó-bajnokság legmagasabb osztályának harmincnyolcadik alkalommal megrendezett bajnoki éve volt. A pontvadászat 12 csapat részvételével zajlott. A bajnokságot a TPS Turku csapata nyerte.  

## Bajnokság végeredménye
| #  | Csapat                 | M  | Gy | D | V  | RG | KG | Pont |
| -- | ---------------------- | -- | -- | - | -- | -- | -- | ---- |
| 1  | TPS Turku (B)          | 22 | 14 | 4 | 4  | 48 | 19 | 32   |
| 2  | Reipas Lahti           | 22 | 11 | 8 | 3  | 45 | 31 | 30   |
| 3  | HJK Helsinki           | 22 | 11 | 7 | 4  | 51 | 33 | 29   |
| 4  | KuPS Kuopio            | 22 | 11 | 3 | 8  | 39 | 29 | 25   |
| 5  | KPV Kokkola            | 22 | 8  | 7 | 7  | 41 | 33 | 23   |
| 6  | Upon Pallo Lahti       | 22 | 10 | 2 | 10 | 41 | 38 | 22   |
| 7  | Haka Valkeakoski       | 22 | 7  | 8 | 7  | 31 | 30 | 22   |
| 8  | MP Mikkeli             | 22 | 9  | 4 | 9  | 38 | 42 | 22   |
| 9  | KTP Kotka              | 22 | 7  | 5 | 10 | 35 | 42 | 19   |
| 10 | Ässät Pori             | 22 | 6  | 5 | 11 | 38 | 59 | 17   |
| 11 | Ponnistus Helsinki (K) | 22 | 5  | 3 | 14 | 28 | 53 | 13   |
| 12 | VPS Vaasa (K)          | 22 | 2  | 6 | 14 | 14 | 40 | 10   |

## Külső hivatkozások
- Hivatalos honlap (finnül)
- Finnország – Az első osztály tabelláinak listája az RSSSF-en (angolul)